# Vladimír Šmicer
Vladimír Šmicer (sinh ngày 24 tháng 5 năm 1973 tại Děčín) là một cầu thủ bóng đá chuyên nghiệp người Czech, anh chơi ở vị trí tiền vệ trung tâm và đôi khi đảm nhiệm vị trí của một tiền đạo. Šmicer bắt đầu sự nghiệp ở Slavia Prague, sau đó chuyển đến câu lạc bộ Lens của Pháp, Anh chuyển đến câu lạc bộ của Pháp RC Lens sau đó nơi mà anh giành được khá nhiều thành công-đặc biệt là chức vô địch Pháp đầu tiên vào năm 1997/98.
Vào năm 1999, Šmicer chuyển đến Anh nơi anh phục vụ nhiều năm cho câu lạc bộ Liverpool và đạt nhiều danh hiệu và vinh quang ở đây. Liverpool cũng là thời gian đáng nhớ nhất trong sự nghiệp của anh với chiến thắng trong trận chung kết cúp C1 vào năm 2005. Vào năm 2009, anh tuyên bố giã từ sự nghiệp

## Tại Liverpool
Vladimír Šmicer theo chân của người bạn Patrik Berger đến Anfield năm 1999. Liverpool mang anh về sân Anfield với mục đích lấp khoảng trống mà tiền vệ Steve McManaman để lại sau khi anh chuyến đến thi đấu cho Real Madrid.
Tháng 6 năm 1999, mùa giải đầu tiên của anh ở Premiership gặp rất nhiều khó khăn khi anh chưa thể thích nghi được với lối đá nhanh theo kiểu Anh và liên tiếp dính phải hàng loạt chấn thương. Mùa 2000-01 Vladimir chơi ngày một tốt hơn, anh đóng góp nhiều cho cú ăn ba của Liverpool vào năm đó.
Vladimir Smicer rời Liverpool trở lại câu lạc bộ cũ Bordeaux vào mùa hè 2005 chỉ vài tuần sau trận thắng lịch sử trước AC Milan.